# Hans Clarin

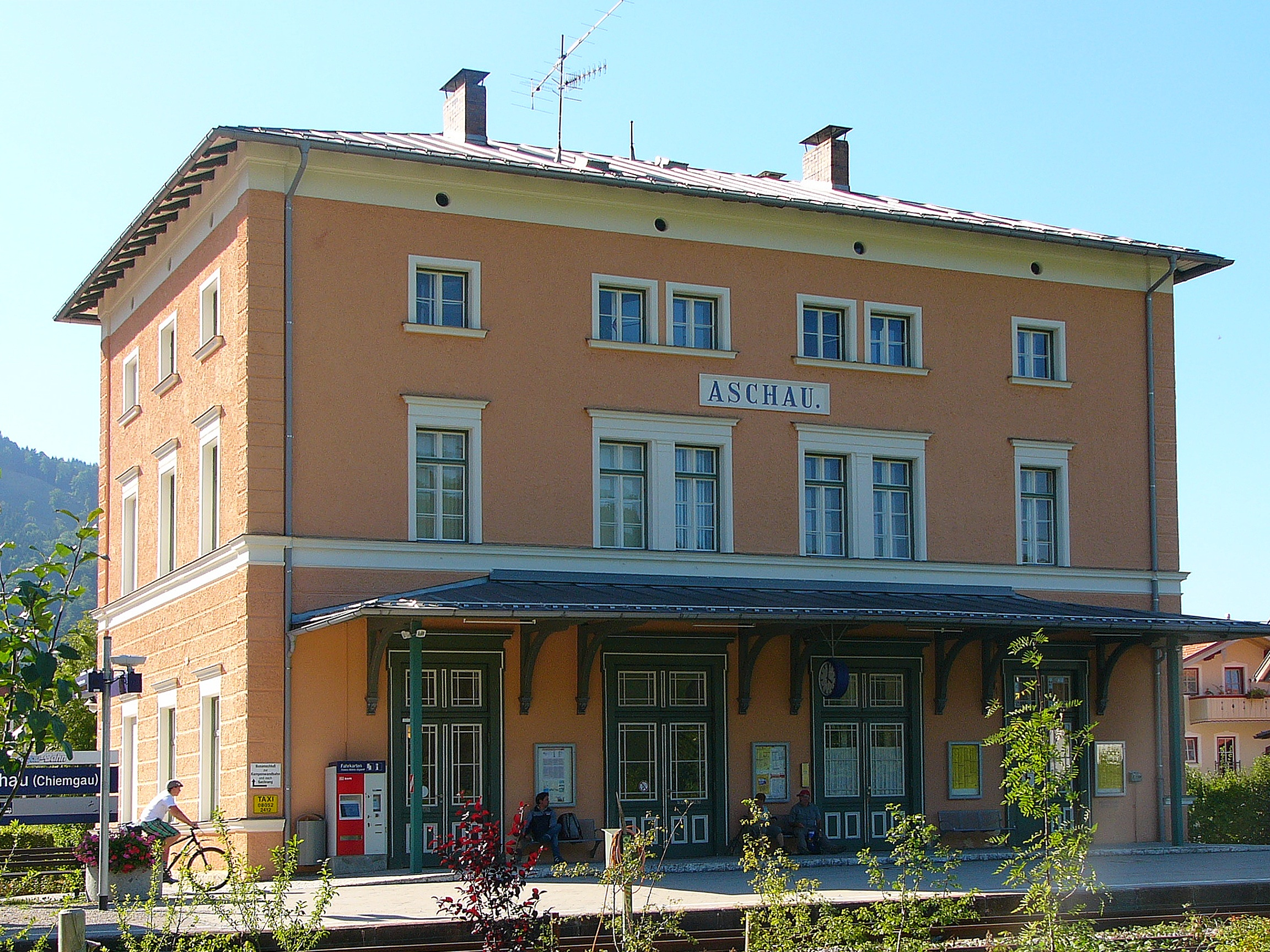
A Hans Clarin Platz, a színész tiszteletére elnevezett tér egy részlete Aschau városában.

Hans Clarin (eredeti nevén Hans-Joachim Schmid) (Wilhelmshaven, 1929. szeptember 14. – Aschau im Chiemgau, 2005. augusztus 28.) német színész és szinkronszínész. Hatalmas népszerűségre tett szert a legendás Pumukli nevű figurával, akinek közel 40 éven át adta a hangját. Az 1980-as években készült sorozatban a főhős német hangja is ő volt, s amelynek állandó magyar hangja Pusztaszeri Kornél lett.

## Élete
Édesapja köztisztviselő volt előbb Alsó-Szászországban, majd röviddel fia születése után a családjával együtt Frankfurt am Mainba költözött. Hans-Joachim 1945-ig egy képzőművészeti középiskolában tanult. Innen Ulmba került, s Münchenben tanult színészetet Ruth von Zerboni színésznő tanodájában. 1951-ben felvette a Clarin művésznevet és a bajor állami színházban dolgozott Münchenben.
1953-ban kapta első filmes főszerepét egy gyerekfilmben, a Zwerg Nase c. alkotásban. Az 1960-as évektől szerepelt televízióban és rádióban. Pumukli már ekkor népszerű lett a rádiójátékokkal, s hangját Clarin kölcsönözte. Ugyanakkor több külföldi filmben vállalt szinkront, többek között az Asterix rajzfilmeknél.
Az gyerekeknek és fiataloknak szóló műfajokon túl komolyabb hangvételű játékfilmekben is jutott neki szerep.
Kétségtelenül Pumukli szinkronjával vált közismertté, bár a magyar tévénézők és gyerekek közül kevesek számára volt ismert a neve. A sorozat egyik kulcsfigurájának számító Franz Eder asztalosmestert alakító Gustl Bayrhammer 1993-ban váratlanul elhunyt. A készítők ekkor egy új karaktert helyeztek Eder mester helyére, a rokonát, Ferdinandot, aki megörökölte tőle a műhelyt. Ferdinand szerepét Hans Clarin kapta, aki a főhős kiskobold hangját továbbra is biztosította.
Utolsó éveiben egy gyulladásos betegség támadta meg a hangszálait, ezért a Pumukliról készült utolsó filmben a Kaland a cirkuszban már nem ő, hanem egy másik színész, Kai Taschner szinkronizálta Pumuklit, míg ő továbbra is Ferdinand Edert alakította.
Halálát szívelégtelenség okozta. Utolsó éveit egy Ausztriához közel fekvő bajor kisvárosban Aschauban töltötte, ahol sírja is található.

## Magánélete
Hans Clarin háromszor nősült, házasságaiból 5 gyereke származott. Első feleségétől, Irene Reitertől három lánya született. Második házasságát a nála tizenöt évvel fiatalabb Margarethe von Cramer-Klett bárónővel kötötte, akitől egy fia Philipp és egy lánya Anna született. Harmadik felesége ugyancsak nemesi származású volt, Christa Maria von Hardenberg bajor kontessza. Clarin így került Aschauba, ahol feleségével egy négyszáz esztendős házban éltek. Elmondása szerint gyerekkori álma volt, hogy egy ilyen házat birtokolhasson.
Clarin nagy rajongója volt az állatoknak. Aschaui otthonában mintegy harminc különböző állatot tartott.